# Diefstal

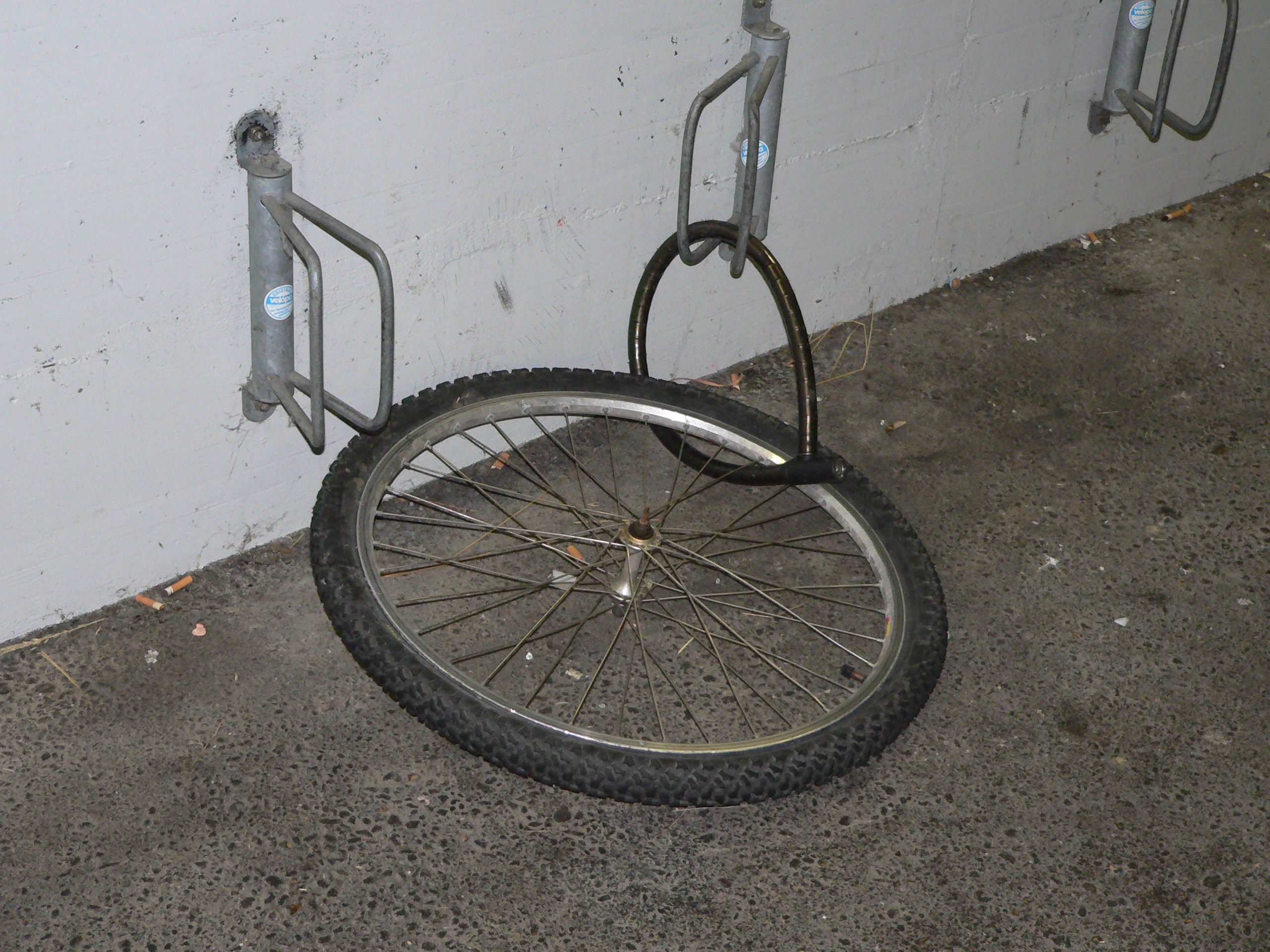
Fietsen worden vaak gestolen, zelfs als ze op slot zitten, door het wiel te verwijderen of het slot door te knippen

Diefstal is een in het strafrecht als misdrijf aangemerkt delict dat bestaat uit het op onrechtmatige wijze eigenhandig in bezit nemen van andermans eigendom. Voorbeelden zijn zakkenrollerij, kunstroof en struikroverij.
Wie zich schuldig maakt aan diefstal wordt een dief genoemd, een vrouwelijke dief is een dievegge.

## België
Hij die een zaak die hem niet toebehoort, bedrieglijk wegneemt, is schuldig aan diefstal (art. 461 Belgisch Strafwetboek). Het materieel element bestaat uit het wegnemen van een zaak terwijl het moreel element de intentie er eigenaar van te worden behelst.
Het Hof van Cassatie oordeelde dat ook elektriciteit kan worden "gestolen" aangezien het voldoet aan de kwalificatie van een materieel goed.

## Nederland
Diefstal is in Nederland strafbaar gesteld in artikel 310 van het Wetboek van Strafrecht, en voor Caribisch Nederland in artikel 323 van het Wetboek van Strafrecht BES. Het wordt omschreven als het wegnemen van enig goed dat geheel of ten dele aan een ander toebehoort, met het oogmerk om het zich wederrechtelijk toe te eigenen, en wordt bestraft met gevangenisstraf van ten hoogste vier jaar of een geldboete van de vierde categorie.
'Wegnemen' is het onderscheidend criterium. Het veronderstelt dat de dader het goed door een eigen handeling in zijn bezit brengt, dat wil zeggen dat hij zich daarvan de feitelijke heerschappij verschaft. Daarop moet ook zijn opzet gericht zijn, waaronder ook voorwaardelijk opzet begrepen wordt. Wanneer de dader zich een goed dat hij reeds rechtmatig onder zich heeft wederrechtelijk toe-eigent, spreekt men van verduistering. Wordt het slachtoffer gedwongen het goed zelf af te geven, dan is sprake van afpersing.
Vereist is dat 'enig goed' wordt weggenomen. In de rechtspraak is aangenomen dat hieronder behalve stoffelijke voorwerpen onder meer ook elektriciteit, gas, giraal geld en virtuele objecten verstaan kunnen worden. Vereist is bovendien dat dit goed aan een ander 'toebehoort'. Niet relevant is of de eigenaar of een andere rechthebbende ten tijde van het wegnemen feitelijk de beschikking had over het goed. Zo werd ook het wegnemen van een goed dat reeds door een ander gestolen was als diefstal aangemerkt. Een zogenaamde res nullius behoort niet toe aan een ander, zodat het wegnemen daarvan niet kan worden gekwalificeerd als diefstal. Ook diefstal van een eigen goed is niet mogelijk.
Tot slot is vereist dat de dader het oogmerk heeft om zich het goed wederrechtelijk toe te eigenen. 'Toe-eigening' wordt door de Hoge Raad wel omschreven als 'als heer en meester beschikken'. 'Wederrechtelijk' betekent 'zonder bevoegdheid'. 'Oogmerk' is een bijzondere vorm van opzet, waarmee voorwaardelijk opzet niet te verenigen is. Van zo'n oogmerk kan geen sprake zijn wanneer de dader een rechtmatige reden heeft om aan te nemen dat het goed aan hem of juist aan niemand toebehoort – vereist is dat hij in de veronderstelling verkeert dat het goed andermans eigendom is. Het oogmerk op de wederrechtelijke toe-eigening moet aanwezig zijn op het moment dat het goed wordt weggenomen. Komt het oogmerk later op, dan is sprake van verduistering.
Diefstal is niet alleen een strafbaar feit, maar ook een onrechtmatige daad (Boek 6 BW, verbintenissenrecht, Titel 3).

## Suriname
In Suriname wordt diefstal strafbaar gesteld door de artikelen 370 en volgende van het Wetboek van Strafrecht (zie de link naar Wikisource onderaan).  

## Winkeldiefstal in Nederland
De politiestrafbeschikkingsfeiten G 100 a en b betreffen "goederen uit een winkel/vanaf een benzinestation wegnemen/toe-eigenen", met een waarde van het ontvreemde goed van respectievelijk € 50 of minder en € 120 of minder, maar meer dan € 50, en een boete van respectievelijk € 210 en € 350. Voor de strafrechtelijke vervolging is er de Richtlijn voor strafvordering winkeldiefstal (ook voor de verwante delicten verduistering en omprijzen).
De ServiceOrganisatie Directe Aansprakelijkstelling (ook geschreven met een spatie na 'Service'), voorheen Stichting OverlastDonatie Amsterdam, beide met de afkorting SODA, staat onder meer winkeliers bij bij de afhandeling van winkeldiefstal. Als een vermeende winkeldief bekent en bereid is €181 te betalen, kan de afhandeling plaatsvinden zonder dat politie ter plaatse hoeft te komen. Het bedrag is gebaseerd op de gemiddelde schade op basis van de tijd die de winkelier aan de aanhouding en afhandeling moet besteden, en de wettelijke regeling van schadevergoeding bij onrechtmatige daad (art. 6:162 BW). Het bedrag dat wettelijk afdwingbaar zou zijn kan hoger of lager zijn, het is een schikking. De politie wordt wel geïnformeerd, en het OM kan alsnog tot vervolging overgaan, maar dit gebeurt veelal niet na deze afhandeling, die mede als doel heeft politie en justitie te ontlasten. 
Deze manier van afhandeling wordt alleen toegepast op personen van 18 jaar en ouder.
Als de verdachte aan de organisatie betaalt houdt deze een deel van bedrag in voor kosten en geeft de rest aan de winkelier.
Het bedrag is oorspronkelijk berekend op basis van een gemiddeld uurtarief voor een winkelier van € 70 en voor een winkelmedewerker € 45, en het volgende gemiddelde tijdsbeslag:
- Observeren, aanspreken en aanhouden van de verdachte: 15 minuten.
- Ophouden van de verdachte en alarmeren van de politie: 30 minuten.
- Assisteren bij het ophouden door een winkelmedewerker: 30 minuten.
- Overdragen van de verdachte aan de politie: 15 minuten.
- Diverse communicatie en administratie: 30 minuten.

De totale kosten voor de afhandeling bedragen daarmee € 127,50. Inclusief btw wordt dit na afronding € 151. Aan de hand van het loonindexcijfer en verhoogde btw-tarief is het op 1 maart 2013 vastgesteld op € 181, dat anno 2023 nog geldt.
SODA heeft soortgelijke regelingen voor afhandeling van schadevergoeding bij andere vormen van criminaliteit.
Soortgelijke organisaties zijn Overlastregistratie Nederland en WD-Schadeclaim

## Verzwarende omstandigheden
In het Nederlandse recht staan in artikel 311 en 312 Sr enkele vormen van diefstal onder verzwarende omstandigheden dit zijn er in totaal zeven:
- diefstal tijdens de nacht op privéterrein;
- diefstal met twee of meer personen;
- diefstal waarbij men de toegang heeft verkregen door middel van braak, verbreking, inklimming, valse sleutels, valse order of vals kostuum;
- diefstal met terroristisch oogmerk;
- diefstal met geweldpleging, waarbij het veroorzaken van zwaar lichamelijk letsel of de bovengenoemde omstandigheden als extra verzwarende omstandigheid geldt;
- diefstal van vee uit de weide;
- diefstal bij rampen zoals brand, explosie, watersnood, schipbreuk, spoorwegongeval, oproer, muiterij of oorlogsnood;

In België kan ook het gebruik van een vluchtvoertuig bij de diefstal een verzwarende omstandigheid uitmaken.
| Wet(boek)    | Strafrecht |
| Artikel      | 311 |
| Omschrijving | # Met gevangenisstraf van ten hoogste zes jaren of geldboete van de vierde categorie wordt gestraft: 1. 1. diefstal van vee uit de weide; 2. diefstal bij gelegenheid van brand, ontploffing, watersnood, schipbreuk, stranding, spoorwegongeval, oproer, muiterij of oorlogsnood; 3. diefstal gedurende de voor de nachtrust bestemde tijd, in een woning of op een besloten erf waarop een woning staat, door iemand die zich aldaar buiten weten of tegen de wil van de rechthebbende bevindt; 4. diefstal door 2 of meer verenigde personen; 5. diefstal waarbij de schuldige zich de toegang tot de plaats van het misdrijf heeft verschaft of het weg te nemen goed onder zijn bereik heeft gebracht door middel van braak, verbreking of inklimming, van valse sleutels, van een valse order of een vals kostuum; 6. diefstal met het oogmerk om een terroristisch misdrijf voor te bereiden of gemakkelijk te maken. 2. Indien de onder 3° omschreven diefstal vergezeld gaat van een van de in onder 4° en 5° vermelde omstandigheden, wordt gevangenisstraf van ten hoogste negen jaren of geldboete van de vijfde categorie opgelegd. |

| Wet(boek)    | Strafrecht BES |
| Artikel      | 324 |
| Omschrijving | # Met gevangenisstraf van ten hoogste zes jaren wordt gestraft: 1. 1. diefstal van vee uit de weide; 2. diefstal bij gelegenheid van brand, ontploffing, watersnood, schipbreuk, stranding, spoorwegongeval, oproer, muiterij of oorlogsnood; 3. diefstal van een motorrijtuig; 4. diefstal door twee of meer vereenigde personen; 5. diefstal waarbij de schuldige zich den toegang tot de plaats des misdrijf heeft verschaft of het weg te nemen goed onder zijn bereik heeft gebracht door middel van braak, verbreking of inklimming, van valsche sleutels, van een valsche order of een valsch kostuum. 6. diefstal met het oogmerk om een terroristisch misdrijf voor te bereiden of gemakkelijker te maken. |

## Verwante misdrijven
In de Nederlandse wet wordt er een verschil gemaakt tussen diefstal, stroperij, afpersing, afdreiging, verduistering en bedrog. Deze worden in de artikelen 314 tot en met 339 van het Wetboek van Strafrecht behandeld.

### Stroperij
Stroperij heeft in het Nederlandse strafrecht een enigszins andere betekenis dan in het algemeen taalgebruik. Stroperij is een vorm van diefstal, maar dan wel een diefstal van goederen van geringe waarde. De straffen zijn dan ook lager dan die voor diefstal (het gaat om een zogenoemd geprivilegieerd delict).

### Afdreiging
Afdreiging is in Nederland een bepaald misdrijf.
Het gaat om de gedraging die in de volksmond chantage heet. Opvallend is dat het een klachtdelict is en wel om de voor de hand liggende reden dat ambtelijke vervolging juist door de openbaarheid van rechtspraak aan het licht zou brengen wat het slachtoffer verborgen wil houden. Opmerkelijk is verder dat het ook strafbaar is iemand te chanteren tot iets waartoe hij al civielrechtelijk verplicht is. Chantage is met andere woorden geen legaal incassomiddel. Overigens is het ook denkbaar dat iemand met chantage wordt gedwongen tot een doen of nalaten en niet zo zeer tot afgifte of betaling. De dader kan bijvoorbeeld seksuele diensten eisen. Dit valt niet onder de delictomschrijving en zal derhalve via andere wetsartikelen vervolgd worden (bijvoorbeeld 'eenvoudige' bedreiging).
| Wet(boek)    | Strafrecht |
| Artikel      | 318 |
| Omschrijving | Hij die, met het oogmerk om zich of een ander wederrechtelijk te bevoordelen, door bedreiging met smaad, smaadschrift of openbaring van een geheim iemand dwingt hetzij tot de afgifte van enig goed dat geheel of ten dele aan deze of aan een derde toebehoort, hetzij tot het aangaan van een schuld of het tenietdoen van een inschuld, hetzij tot het ter beschikking stellen van gegevens met geldswaarde in het handelsverkeer, wordt als schuldig aan afdreiging, gestraft met gevangenisstraf van ten hoogste drie jaren of geldboete van de vijfde categorie. |

| Wet(boek)    | Strafrecht BES |
| Artikel      | 331 |
| Omschrijving | Hij die, met het oogmerk om zich of een ander wederrechtelijk te bevoordeelen, door bedreiging hetzij met smaad, smaadschrift of openbaring van een geheim, hetzij met klachte of aangifte van een strafbaar feit bij de overheid, iemand dwingt hetzij tot de afgifte van eenig goed dat geheel of ten deele aan dezen of aan een derde toebehoort, hetzij tot het aangaan van eene schuld of het tenietdoen van eene inschuld, wordt, als schuldig aan afdreiging, gestraft met gevangenisstraf van ten hoogste drie jaren. |

### Verduistering
Was de persoon reeds houder van het goed, bij lening of huur bijvoorbeeld, en besloot deze het niet aan de eigenaar terug te geven, dan is sprake van verduistering. Winkeldiefstal is feitelijk ook verduistering aangezien men tot men de kassa passeert houder van het goed is. Ook fraude met het beheer van bedrijfsrekeningen is verduistering.

### Bedrog
Een flessentrekker is iemand die zich diensten laat verlenen, wetende dat er geen betaling zal volgen, zoals de eetpiraat. In tegenstelling tot een goed kan een dienst niet meer worden teruggenomen.

### Heling
Wanneer een door diefstal verkregen zaak aan een ander wordt doorverkocht, dan maakt de koper van het gestolen goed zich schuldig aan heling als hij kan vermoeden dat de verkoper niet de rechtmatige eigenaar was. Dit is meestal het geval: dieven stelen over het algemeen om snel aan geld te kunnen komen. Een abnormaal lage prijs, bijvoorbeeld €80,- voor een dure racefiets, is volgens de rechter voldoende aanwijzing dat de verkoper niet te goeder trouw is. Door heling te bestrijden kunnen dieven hun gestolen goederen moeilijker doorverkopen; men probeert dus door strafbaarstelling van heling voornamelijk diefstal te bestrijden.

## Jatten
Jatten is een ander woord voor stelen. De term is afkomstig uit het Jiddisch en is via het Amsterdams in de Nederlandse standaardtaal terechtgekomen. In letterlijke zin is het een ander woord voor zowel handen (zoals in: blijf met je jatten d'r van af!) als voor stelen. Het werkwoord is afgeleid van het Hebreeuwse woord voor hand, ‘jad’.

Een term voor stelen die hier qua betekenis en register sterk op lijkt is ‘klauwen’. Andere vergelijkbare aan het Jiddisch ontleende woorden voor stelen zijn gappen, gannefen en marwiegen.

## Andere betekenissen van ‘dief’
- Iemand die alleen spullen van weinig waarde steelt wordt een kruimeldief genoemd.
- Iemand die door charme in figuurlijke zin de harten van anderen steelt is een hartendief. Meestal wordt deze term positief gebruikt.